# Nogizaka46
Nogizaka46 (乃木坂46 (Nãi Mộc Phản 46) Nogizaka Fōtī Shikkusu, đọc: "Nogizaka forty-six") là một  nhóm nhạc thần tượng nữ Nhật Bản do Akimoto Yasushi  thành lập và quản lý, được coi như "đối thủ chính thức" (公式ライバル kōshiki raibaru) của nhóm AKB48. Nhóm là 1 trong 4 nhóm chị em thuộc Sakamichi Series cùng với Sakurazaka46 (trước là Keyakizaka46), Hinatazaka46 và Yoshimotozaka46
Từ khi ra mắt đến nay, nhóm phát hành 25 đĩa đơn và 5 album tổng hợp. Bắt đầu từ đĩa đơn thứ 3, mỗi đĩa đơn phát hành của Nogizaka46 đều đạt vị trí cao trên bảng xếp hạng Oricon hàng tuần, và kể từ đĩa đơn "Influencer" đã bán được ít nhất 1 triệu bản. Nhóm cũng có  chương trình radio, sân khấu, chương trình truyền hình và phim, bao gồm NogiBingo!, Hatsumori Bemars, Nogizaka Under Construction, Asahinagu cùng một loạt phim tài liệu về nhóm.Nogizaka46 đã 2 lần giành Giải Grand Prix tại Japan Record Awards hàng năm cho "Influencer" vào năm 2017 và "Synchronicity" vào năm 2018. Nhóm bán được gần 18 triệu đĩa CD tại Nhật Bản.

## Lịch sử

### 2011-2012: Ra mắt & những bước tiến đầu tiên
Việc thành lập Nogizaka46 được công bố vào ngày 29 tháng 6 năm 2011. Nhóm được coi là nhóm đối thủ chính thức đầu tiên của AKB48 . Nhóm khác với SKE48 và NMB48, vì những nhóm này là nhóm chị em của AKB48. Nogizaka46 được đặt theo tên tòa nhà SME Nogizaka, nơi đặt văn phòng của Sony Music Nhật Bản gần nhà ga Nogizaka. Chủ nhiệm Akimoto Yasushi cho biết số "46" được chọn là một lời thách trực tiếp đến AKB48, ngay cả tên nhóm cũng có nghĩa rằng "kể cả có ít thành viên so với AKB48, chúng tôi sẽ không thua đâu"/ Trái với AKB48 và các nhóm chị em, hình ảnh của nhóm dựa trên quan niệm của người Nhật Bản về những nữ sinh trung học có phong cách thời trang lịch sự ở Pháp, mang ý nghĩa của sự sang trọng và tinh tế.
Buổi tuyển chọn cuối cùng cho thế hệ đầu tiên được tổ chức từ 20-21 tháng 8, 56 thí sinh tham gia thi tại 36 địa điểm. Tổng cộng, 38934 người đăng ký tham gia. Danh sách 36 thí sinh được chọn được công bố vào ngày 22 tháng 8, với 16 thành viên lọt vào đội hình cuối cùng. Vào ngày 2 tháng 10, nhóm  ra mắt chương trình tạp kỹ đầu tiên Nogizakatte, Doko? (乃 木 坂 っ て 、 ど こ?)
Vào ngày 22 tháng 2 năm 2012, Nogizaka46 phát hành đĩa đơn đầu tay "Guruguru Curtain", đĩa đơn đứng thứ 2 trên bảng xếp hạng Oricon và bán được 136.309 bản trong tuần đầu tiên. Đĩa đơn thứ 2 "Oide Shampoo", được phát hành vào ngày 2 tháng 5 cùng năm, và trở thành bài hát đạt hạng 1 đầu tiên trên bảng xếp hạng hàng tuần Oricon với doanh số 156.000 bản. Vũ đạo của "Oide Shampoo" đã gây ra một cuộc tranh cãi ngắn, khi các nhà phê bình không chấp nhận việc các thành viên vén váy che mặt trong một phần của màn trình diễn.
Vào tháng 6 năm 2012, Nogizaka46 tham gia Yubi Matsuri, một lễ hội thần tượng do Sashihara Rino sản xuất, biểu diễn trước 8.000 người tại Nippon Budokan. Họ ra mắt vở nhạc kịch đầu tiên mang tên 16 nin no Principal tại Nhà hát Shibuya Parco vào tháng 9. Cuối năm 2012, Nogizaka46 đạt vị trí số 1 trên bảng xếp hạng hàng năm của Oricon ở hạng mục doanh thu dành cho tân binh với doanh thu hàng năm là 870 triệu yên.

### 2013–2015: Thế hệ thứ 2 & nổi tiếng toàn Nhật Bản
Nogizaka46 tổ chức buổi concert kỷ niệm 1 năm ra đời tại Makuhari Messe ở Chiba vào tháng 2 năm 2013, thu hút 9.000 người hâm mộ. Từ tháng 12 năm 2012 đến tháng 4 năm 2013, buổi thử giọng cho thế hệ thứ 2 được tổ chức với 14 thành viên mới được chọn trong số 16.302 người đăng ký. 13 trong số đó được giới thiệu tại buổi biểu diễn nhạc kịch 16 nin no Principal deux, phần tiếp theo của vở nhạc kịch trước đó vào tháng 5 năm 2013. Nhóm ra mắt chương trình radio đầu tiên Nogizaka46no, No (乃 木 坂 46 の 「の) và phát hành cuốn sách ảnh đầu tiên Nogizaka Ha phát hành vào /10, đứng thứ 4 trên bảng xếp hạng sách hàng tuần của Oricon với 27.000 bản được bán ra.
Vào tháng 2 năm 2014, Nogizaka46 tổ chức buổi concert kỷ niệm 2 năm tại Yokohama Arena với 13.000 người tham dự. Trong buổi biểu diễn, nhóm thông báo vở nhạc kịch 16 nin no Principal trois sẽ công chiếu tại Nhà hát Akasaka ACT vào ngày 30 tháng 5 đến ngày 15 tháng 6. Nhóm phát hành phiên bản DVD và Blu-ray của buổi hòa nhạc kỷ niệm 1 năm, đạt vị trí số 1 trên bảng xếp hạng DVD hàng tuần của Oricon, bán được 12.000 bản trong tuần đầu tiên. Vào ngày 24/2/2014, tại một sự kiện của AKB48, có thông báo Ikoma Rina sẽ tham gia Team B nhóm AKB48, và Matsui Rena từ Team E nhóm SKE48 sẽ giữ một vị trí kiêm nhiệm với Nogizaka46. Vào ngày 5 tháng 7, nhóm biểu diễn ở nước ngoài lần đầu tiên cùng các nghệ sĩ Nhật Bản tại Japan Expo 2014 ở Paris.
Vào ngày 7 tháng 1 năm 2015, Nogizaka46 phát hành album đầu tiên Tōmei na Iro, bán được hơn 220.000 bản trong tuần đầu tiên. Album đạt vị trí số 1 trên bảng xếp hạng album hàng tuần của Oricon. Tháng sau đó nhóm tổ chức buổi concert kỷ niệm 3 năm trước 38.000 người tại Seibu Dome ở Saitama. Ikoma Rina trở lại Nogizaka46, còn Matsui Rena  trở lại SKE48. Nhóm ra mắt chương trình tạp kỹ mới Nogizaka Kōjichū (乃 木 坂 工事 中), thay thế Nogizakatte, Doko?. Bộ phim truyền hình đầu tiên Hatsumori Bemars công chiếu trên kênh TX vào tháng 7. Nogizaka46 kết thúc năm bằng việc ra mắt tại đại nhạc hội NHK Kōhaku Uta Gassen của đài NHK, nơi nhóm biểu diễn đĩa đơn thứ 5 "Kimi no Na wa Kibō".

### 2016–2017: Thế hệ thứ 3 & Japan Record Award
Từ ngày 20-22 tháng 2 năm 2016, Nogizaka46 phát sóng chương trình Internet Nogizaka46 4th Anniversary Nogizaka 46 hours TV, trong đó các thành viên sản xuất và biểu diễn các bài hát trong 46 giờ liên tục đồng thời trên 6 trang web. Trong tuần sau đó, đĩa đơn thứ 12  "Taiyō Nokku" đạt giải tại Japan Gold Disc Award lần thứ 30. Vào ngày 25 tháng 5, nhóm phát hành album thứ 2 Sorezore no Isu, đạt vị trí số 1 trên bảng xếp hạng album hàng tuần của Oricon. Nhóm quảng bá album  trong buổi phát sóng thứ 2 của Nogizaka 46 hours TV. Vào ngày 5/8, nhóm phát hành sách ảnh thứ 2 1 Jikan Okure no I Love You, bán được 41.000 bản trong tuần đầu tiên và đứng thứ nhất trên bảng xếp hạng sách hàng tuần của Oricon.
Từ ngày 19 tháng 7 đến 4 tháng 9, buổi thử giọng thế hệ thứ 3 đã diễn ra, với 13 thí sinh lọt vào vòng cuối cùng trong số 48986 ứng viên phát sóng qua trang web SHOWROOM, 12 trong số họ lọt vào đội hình chính thức. Buổi concert kỷ niệm 4 năm của nhóm được tổ chức trong 3 ngày cuối cùng của chuyến lưu diễn mùa hè, thay vì trước đó trong năm. Vào tháng 11, Nogizaka46 phát hành đĩa đơn thứ 16 "Sayonara no Imi", đạt vị trí số một trên bảng xếp hạng đĩa đơn hàng tuần của Oricon, bán được 827,717 bản trong tuần đầu tiên. "Sayonara no Imi" trở thành đĩa đơn đạt mốc triệu bản đầu tiên của nhóm được RIAJ chứng nhận. Nogizaka46 kết thúc năm với lần  thứ 2 xuất hiện tại NHK Kōhaku Uta Gassen.
Vào tháng 2 năm 2017, Nogizaka46 biểu diễn buổi concert kỷ niệm 5 năm trong 3 ngày tại Saitama Super Arena. Ngày đầu tiên của buổi concert  là buổi biểu diễn cuối cùng của Hashimoto Nanami, người sau đó từ giã làng giải trí. Vào tháng 5, nhóm ra mắt vở kịch mới dựa trên bộ truyện tranh Asahinagu, biểu diễn ở Tokyo, Osaka và Aichi. Cùng tháng đó, họ phát hành album thứ 3 mang tên Umarete Kara Hajimete Mita Yume. Phim điện ảnh đầu tiên của nhóm chuyển thể từ truyện tranh Asahinagu do Nishino Nanase thủ vai chính, ra mắt trên khắp Nhật Bản vào tháng 9. Bài hát chủ đề "Itsuka Dekiru kara Kyō Dekiru" sau đó là đĩa đơn thứ 19 của nhóm.
Chuyến lưu diễn toàn quốc của nhóm tổ chức tại Tokyo, Sendai, Osaka, Nagoya và Niigata, kết thúc vào ngày 7 và 8 tháng 11 tại Tokyo Dome, thu hút hơn 55.000 người hâm mộ mỗi ngày. Ba tuần sau, họ biểu diễn ở nước ngoài lần thứ 2 khi các thành viên biểu diễn trực tiếp tại C3AFA Singapore. Nhóm kết thúc năm bằng việc giành giải tại Japan Record Awards  cho "Influencer" và xuất hiện lần thứ 3 liên tiếp tại NHK Kōhaku Uta Gassen.

### 2018–nay: Thế hệ thứ 4+5 & mở rộng tầm ảnh hưởng
Từ ngày 6 tháng 7-2 tháng 9 năm 2018, nhóm tổ chức chuyến lưu diễn toàn quốc, bắt đầu bằng buổi concert mừng sinh nhật từ ngày 6-8 tháng 7. Vào ngày 1 tháng 12, nhóm tổ chức concert độc lập đầu tiên ở nước ngoài tại Mercedes-Benz Arena ở Thượng Hải. Tại Lễ trao giải Japan Record Awards lần thứ 60, Nogizaka46 giành được Giải thưởng chính Japan Record Award cho đĩa đơn thứ 20 "Synchronicity", đánh dấu lần thứ 2 liên tiếp giành được Giải thưởng này. Vào tháng 1 năm 2019, Nogizaka46 đến Đài Loan biểu diễn tại KKBox Music Awards và tổ chức một buổi concert tại Nhà thi đấu Đài Bắc. Nhóm trở lại Thượng Hải vào tháng 10, và đến Đài Bắc vào tháng 1 năm 2020.

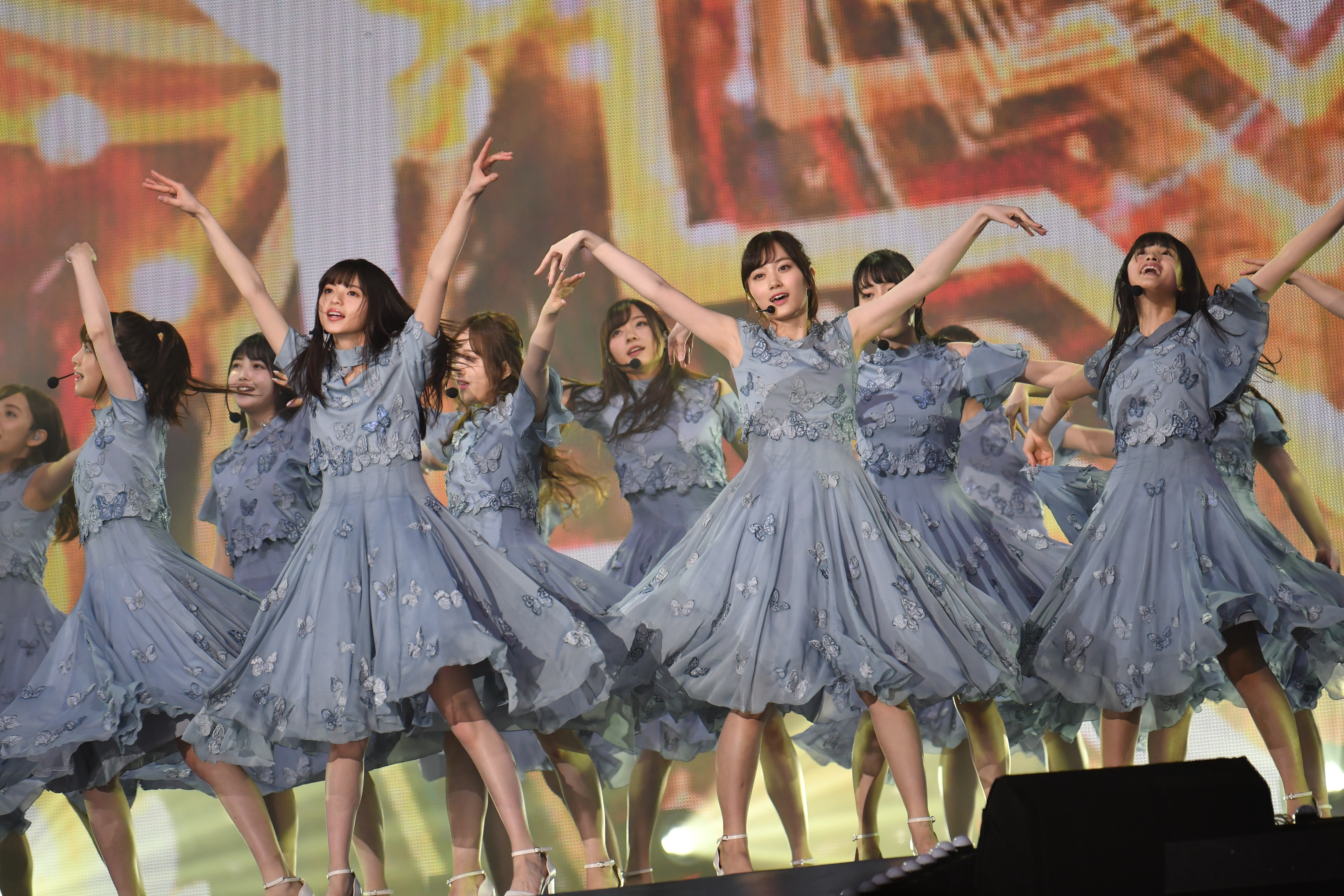
Nogizaka46 biểu diễn ở Đài Loan vào năm 2019

Một loạt các thành viên thế hệ đầu tiên tốt nghiệp vào 2018, bắt đầu với Ikoma Rina, người làm center (thành viên tâm điểm) của 6 đĩa đơn của nhóm tốt nghiệp vào tháng 4. Ngày cuối cùng của buổi kỷ niệm 7 năm vào tháng 2 năm 2019 là buổi concert tốt nghiệp của thành viên thế hệ đầu tiên Nishino Nanase, người làm center/đồng center của 7 đĩa đơn. Vào tháng 3, Etō Misa tổ chức buổi biểu diễn solo cuối cùng trước công chúng. Đội trưởng đầu tiên của nhóm Sakurai Reika tốt nghiệp vào ngày cuối cùng của chuyến lưu diễn toàn quốc mùa hè và Akimoto Manatsu kế nhiệm làm đội trưởng.
Vào ngày 7 tháng 1 năm 2020, Shiraishi Mai thông báo kế hoạch rời nhóm sau khi phát hành đĩa đơn thứ 25. Vào ngày 28 tháng 4, thông qua blog chính thức, cô thông báo do đại dịch COVID-19, lễ tốt nghiệp của cô sẽ bị trì hoãn cho đến khi an toàn.
Vào mùa hè năm 2018, một buổi thử giọng chung được tổ chức với Keyakizaka46 và Hinatazaka46. Sau buổi thử giọng, 39 thành viên được chọn và 11 người lọt vào đội hình cho thế hệ thứ 4. Vào ngày 16 tháng 2 năm 2020, nhóm bổ sung 5 thực tập sinh của Sakamichi Series sang nhóm
Vào tháng 6 năm 2021, Gomen ne Fingers Crossed lập kỷ lục của nhóm khi đứng vị trí số 1 trên bảng xếp hạng Billboard Japan Hot 100 mới nhất khi bán được tổng cộng 704.346 bản trong tuần đầu tiên.
Vào ngày 19 tháng 7 năm 2021, nhóm thông báo tổ chức buổi thử giọng cho thế hệ thứ 5, nhóm nhận đơn đăng ký bắt đầu cùng ngày và diễn ra vào ngày 10 tháng 8. Thế hệ 5 sẽ được công bố vào tháng 12 . Nhóm thông báo sẽ ra mắt single thứ 28 Kimi ni Shikarareta vào ngày 22/9

## Danh sách thành viên

### Thành viên hiện tại
| Tên thật (Kanji)                              | Nghệ danh                                    | Ngày sinh         | Nơi sinh | Thế hệ | Chú thích                                |
| --------------------------------------------- | -------------------------------------------- | ----------------- | -------- | ------ | ---------------------------------------- |
| Ito Riria (伊藤理々杏)                        | Ririan (りりあん)                            | 8 tháng 10, 2002  | Okinawa  | 3      |                                          |
| Iwamoto Renka (岩本蓮加)                      | Rentan (れんたん)                            | 2 tháng 2, 2004   | Tokyo    | 3      |                                          |
| Umezawa Minami (梅澤美波)                     | Minamin (みなみん)                           | 6 tháng 1, 1999   | Kanagawa | 3      | captian                                  |
| Kubo Shiori (久保史緒里)                      | Kubochan (くぼちゃん)                        | 14 tháng 7, 2001  | Miyagi   | 3      |                                          |
| Sakaguchi Tamami (阪口珠美)                   | Tamachan (たまちゃん)                        | 10 tháng 11, 2001 | Tokyo    | 3      |                                          |
| Sato Kaede (佐藤楓)                           | Denchan (でんちゃん)                         | 23 tháng 3, 1998  | Aichi    | 3      |                                          |
| Nakamura Reno (中村麗乃)                      | Renochan (れのちゃん)                        | 27 tháng 9, 2001  | Tokyo    | 3      |                                          |
| Mukai Hazuki (向井葉月)                       | Hazuki (はづき)                              | 23 tháng 8, 1999  | Tokyo    | 3      |                                          |
| Yamashita Mizuki (山下美月)                   | Zukkii (づっきー)                            | 26 tháng 7, 1999  | Tokyo    | 3      |                                          |
| Yoshida Ayano Christie (吉田綾乃クリスティー) | Ayatii (あやてぃー)                          | 6 tháng 9, 1995   | Oita     | 3      |                                          |
| Yoda Yuki (与田祐希)                          | Yodachan (よだちゃん)                        | 5 tháng 5, 2000   | Fukuoka  | 3      |                                          |
| Endō Sakura (遠藤さくら)                      | Sakura (さくら)                              | 3 tháng 10, 2001  | Aichi    | 4      |                                          |
| Hayakawa Seira (早川聖来)                     | Seira (せいら)                               | 24 tháng 8, 2000  | Osaka    | 4      | Đã tốt nghiệp và rút khỏi ngành giải trí |
| Kakehashi Sayaka (掛橋沙耶香)                 | Saachan (さーちゃん)                         | 20 tháng 11, 2002 | Okayama  | 4      |                                          |
| Kaki Haruka (賀喜遥香)                        | Kakki (かっきー)                             | 8 tháng 8, 2001   | Tochigi  | 4      |                                          |
| Kanagawa Saya (金川紗耶)                      | Yanchan (やんちゃん)                         | 31 tháng 10, 2001 | Hokkaido | 4      |                                          |
| Kitagawa Yuri (北川悠理)                      | Yurichan (ゆりちゃん)                        | 8 tháng 8, 2001   | Tokyo    | 4      | Đã tốt nghiệp                            |
| Seimiya Rei (清宮レイ)                        | Reichan (れいちゃん)                         | 1 tháng 8, 2003   | Saitama  | 4      |                                          |
| Shibata Yuna (柴田柚菜)                       | Yunchan (ゆんちゃん)                         | 3 tháng 3, 2003   | Chiba    | 4      |                                          |
| Tamura Mayu (田村真佑)                        | Mayutan (まゆたん)                           | 12 tháng 1, 1999  | Saitama  | 4      |                                          |
| Tsutsui Ayame (筒井あやめ)                    | Ayamen (あやめん)                            | 8 tháng 6, 2004   | Aichi    | 4      |                                          |
| Yakubo Mio (矢久保美緒)                       | Yakubo (やくぼ)                              | 14 tháng 8, 2002  | Tokyo    | 4      |                                          |
| Yumiki Nao (弓木奈於)                         | Naochan (なおちゃん)                         | 3 tháng 2, 1999   | Kyoto    | 4      | Tham gia nhóm vào 16/2/2020              |
| Kuromi Haruka (黒見明香)                      | Kuromin (くろみん) Kuromichan (くろみちゃん) | 19 tháng 1, 2004  | Tokyo    | 4      | Tham gia nhóm vào 16/2/2020              |
| Matsuo Miyu (松尾美佑)                        | Miyurin (みゆりん)                           | 3 tháng 1, 2004   | Chiba    | 4      | Tham gia nhóm vào 16/2/2020              |
| Sato Rika (佐藤璃果)                          | Rikachan (りかちゃん)                        | 9 tháng 8, 2001   | Iwate    | 4      | Tham gia nhóm vào 16/2/2020              |
| Hayashi Runa (林瑠奈)                         | Runapi (るなぴ)                              | 2 tháng 10, 2003  | Kanagawa | 4      | Tham gia nhóm vào 16/2/2020              |
| Ichinose Miku (一ノ瀬 美空)                   | Kuuchan(くぅちゃん),Mikku(みっく)            | 24 tháng 5, 2003  | Fukuoka  | 5      |                                          |
| Ikeda Teresa (池田 瑛紗)                      | Terepan(てれぱん)                            | 12 tháng 5, 2002  | Tokyo    | 5      |                                          |
| Inoue Nagi (井上和)                           | Nagi(なぎ)                                   | 17 tháng 2, 2005  | Kanagawa | 5      |                                          |
| Ioki Mao (五百城茉央 )                        | Iochan (いおちゃん)                          | 29 tháng 7, 2005  | Hyōgo    | 5      |                                          |
| Kawasaki Sakura (川﨑桜)                      | Sakutan(さくたん)                            | 17 tháng 4, 2003  | Kanagawa | 5      |                                          |
| Ogawa Aya (小川彩)                            | Aaya(あーや)                                 | 27 tháng 6, 2007  | Chiba    | 5      |                                          |
| Okamoto Hina (岡本 姬奈)                      | Hiichan(ひーちゃん)                          | 17 tháng 12, 2003 | Aichi    | 5      |                                          |
| Okuda Iroha (奥田 いろは)                     | Iroha(いろは)                                | 20 tháng 8, 2005  | Chiba    | 5      |                                          |
| Nakanishi Aruno (中西 アルノ)                 | Aruno(あるの)                                | 17 tháng 3, 2003  | Chiba    | 5      |                                          |
| Sugawara Satsuki (菅原 咲月)                  | Satsukichan(さつきちゃん)                    | 31 tháng 10, 2005 | Chiba    | 5      |                                          |
| Tomisato Nao (冨里 奈央)                      | Naonao(なおなお)                             | 18 tháng 9, 2006  | Chiba    | 5      |                                          |

### Đã tốt nghiệp
| Tên thật (Kanji)              | Ngày sinh         | Nơi sinh  | Thế hệ                | Ngày rời nhóm        | Chú thích                                                      |
| ----------------------------- | ----------------- | --------- | --------------------- | -------------------- | -------------------------------------------------------------- |
| Yamamoto Honoka (山本穂乃香)  | 31 tháng 3, 1998  | Aichi     | 1                     | 22 tháng 9 năm 2011  |                                                                |
| Ayaka Yoshimoto (吉本彩華)    | 18 tháng 8, 1996  | Kumamoto  | 1                     | 22 tháng 9 năm 2011  |                                                                |
| Iwase Yumiko (岩瀬佑美子)     | 12 tháng 6, 1990  | Saitama   | 1                     | 18 tháng 11 năm 2012 |                                                                |
| Andou Mikumo (安藤美雲)       | 21 tháng 5, 1993  | Kanagawa  | 1                     | 16 tháng 6 năm 2013  |                                                                |
| Kashiwa Yukina (柏幸奈)       | 12 tháng 8, 1994  | Nagasaki  | 1                     | 17 tháng 11 năm 2013 |                                                                |
| Miyazawa Seira (宮澤成良)     | 29 tháng 10, 1993 | Chiba     | 1                     | 17 tháng 11 năm 2013 |                                                                |
| Nishikawa Nanami (西川七海)   | 3 tháng 7, 1993   | Tokyo     | 2                     | 22 tháng 3 năm 2014  |                                                                |
| Ichiki Rena (市來玲奈)        | 22 tháng 1, 1996  | Chiba     | 1                     | 21 tháng 7 năm 2014  |                                                                |
| Yada Risako (矢田里沙子)      | 18 tháng 3, 1995  | Saitama   | 2                     | 18 tháng 10 năm 2014 |                                                                |
| Yonetoku Kyouka (米徳京花)    | 14 tháng 4, 1999  | Kanagawa  | 2                     | 18 tháng 10 năm 2014 |                                                                |
| Nene Ito (伊藤寧々)           | 12 tháng 12, 1995 | Gifu      | 1                     | 19 tháng 10 năm 2014 |                                                                |
| Yamato Rina (大和里菜)        | 14 tháng 12, 1994 | Miyagi    | 1                     | 15 tháng 12 năm 2014 |                                                                |
| Hatanaka Seira (畠中清羅)     | 5 tháng 12, 1995  | Osaka     | 1                     | 4 tháng 4 năm 2015   |                                                                |
| Matsui Rena (松井玲奈)        | 27 tháng 7, 1991  | Aichi     | Thành viên kiêm nhiệm | 14 tháng 5 năm 2015  | Thành viên của SKE48, hủy bỏ kiêm nhiệm Nogizaka46             |
| Nagashima Seira (永島聖羅)    | 19 tháng 5, 1994  | Aichi     | 1                     | 20 tháng 3 năm 2016  |                                                                |
| Fukagawa Mai (深川麻衣)       | 29 tháng 3, 1991  | Shizuoka  | 1                     | 16 tháng 6 năm 2016  |                                                                |
| Hashimoto Nanami (橋本奈々未) | 20 tháng 2, 1993  | Hokkaido  | 1                     | 20 tháng 2 năm 2017  |                                                                |
| Nakamoto Himeka (中元日芽香)  | 13 tháng 4, 1996  | Hiroshima | 1                     | 19 tháng 11 năm 2017 |                                                                |
| Itō Marika (伊藤万理華)       | 20 tháng 2, 1996  | Kanagawa  | 1                     | 23 tháng 12 năm 2017 |                                                                |
| Kawamura Mahiro (川村真洋)    | 23 tháng 7, 1995  | Osaka     | 1                     | 31 tháng 3 năm 2018  |                                                                |
| Ikoma Rina (生駒里奈)         | 29 tháng 12, 1995 | Akita     | 1                     | 6 tháng 5 năm 2018   |                                                                |
| Saitō Chiharu (斎藤ちはる)    | 17 tháng 2, 1997  | Saitama   | 1                     | 16 tháng 7 năm 2018  |                                                                |
| Sagara Iori (相楽伊織)        | 26 tháng 11, 1997 | Saitama   | 2                     | 16 tháng 7 năm 2018  |                                                                |
| Wakatsuki Yumi (若月佑美)     | 27 tháng 6, 1994  | Shizuoka  | 1                     | 30 tháng 11 năm 2018 |                                                                |
| Noujou Ami (能條愛未)         | 18 tháng 10, 1994 | Kanagawa  | 1                     | 15 tháng 12 năm 2018 |                                                                |
| Kawago Hina (川後陽菜)        | 22 tháng 3, 1998  | Nagasaki  | 1                     | 20 tháng 12 năm 2018 |                                                                |
| Nishino Nanase (西野七瀬)     | 25 tháng 5, 1994  | Osaka     | 1                     | 31 tháng 12 năm 2018 | Tổ chức buổi hòa nhạc tốt nghiệp vào ngày 24/2/2019            |
| Etō Misa (衛藤美彩)           | 4 tháng 1, 1993   | Ōita      | 1                     | 31 tháng 3 năm 2019  |                                                                |
| Itō Karin (伊藤かりん)        | 26 tháng 5, 1993  | Kanagawa  | 2                     | 24 tháng 5 năm 2019  |                                                                |
| Saitō Yūri (斉藤優里)         | 20 tháng 7, 1993  | Tokyo     | 1                     | 30 tháng 6 năm 2019  |                                                                |
| Sakurai Reika (桜井玲香)      | 16 tháng 5, 1994  | Kanagawa  | 1                     | 1 tháng 9 năm 2019   | Đội trưởng đời đầu                                             |
| Sasaki Kotoko (佐々木琴子)    | 28 tháng 8, 1998  | Saitama   | 2                     | 31 tháng 3 năm 2020  |                                                                |
| Inoue Sayuri (井上小百合)     | 14 tháng 12, 1994 | Saitama   | 1                     | 27 tháng 4 năm 2020  |                                                                |
| Nakada Kana (中田花奈)        | 6 tháng 8, 1994   | Saitama   | 1                     | 25 tháng 10 năm 2020 |                                                                |
| Shiraishi Mai (白石麻衣)      | 20 tháng 8, 1992  | Gunma     | 1                     | 28 tháng 10 năm 2020 |                                                                |
| Hori Miona (堀未央奈)         | 15 tháng 10, 1996 | Gifu      | 2                     | 28 tháng 3 năm 2021  |                                                                |
| Matsumura Sayuri (松村沙友理) | 27 tháng 8, 1992  | Osaka     | 1                     | 13 tháng 7 năm 2021  | Tổ chức buổi hòa nhạc tốt nghiệp vào ngày 23/6/2021            |
| Itō Junna (伊藤純奈)          | 30 tháng 11, 1998 | Kanagawa  | 2                     | 31 tháng 8 năm 2021  |                                                                |
| Watanabe Miria (渡辺みり愛)   | 1 tháng 11, 1999  | Tokyo     | 2                     | 31 tháng 8 năm 2021  |                                                                |
| Ōzono Momoko (大園桃子)       | 13 tháng 9, 1999  | Kagoshima | 3                     | 4 tháng 9 năm 2021   |                                                                |
| Takayama Kazumi (高山一実)    | 8 tháng 2, 1994   | Chiba     | 1                     | 21 tháng 11 năm 2021 |                                                                |
| Terada Ranze (寺田蘭世)       | 23 tháng 9, 1998  | Tokyo     | 2                     | 12 tháng 12 năm 2021 |                                                                |
| Ikuta Erika (生田絵梨花)      | 22 tháng 1, 1997  | Tokyo     | 1                     | 31 tháng 12 năm 2021 |                                                                |
| Shinuchi Mai (新内眞衣)       | 22 tháng 1, 1992  | Saitama   | 2                     | 10 tháng 2 năm 2022  |                                                                |
| Hoshino Minami (星野みなみ)   | 6 tháng 2, 1998   | Chiba     | 1                     | 12 tháng 2 năm 2022  |                                                                |
| Kitano Hinako (北野日奈子)    | 17 tháng 7, 1996  | Chiba     | 2                     | 30 tháng 4 năm 2022  |                                                                |
| Yamazaki Rena (山崎怜奈)      | 21 tháng 5, 1997  | Tokyo     | 2                     | 17 tháng 7 năm 2022  |                                                                |
| Higuchi Hina (樋口日奈)       | 31 tháng 1, 1998  | Tokyo     | 1                     | 31 tháng 10 năm 2022 |                                                                |
| Wada Maaya (和田まあや)       | 23 tháng 4, 1998  | Hiroshima | 1                     | 4 tháng 12 năm 2022  |                                                                |
| Saitō Asuka (齋藤飛鳥)        | 10 tháng 8, 1998  | Tokyo     | 1                     | 31 tháng 12 năm 2022 |                                                                |
| Akimoto Manatsu (秋元真夏)    | 20 tháng 8, 1993  | Saitama   | 1                     | 26 tháng 2 năm 2023  | Đội trưởng đời thứ 2. Thành viên thế hệ 1 cuối cùng tốt nghiệp |
| Suzuki Ayane (鈴木絢音)       | 5 tháng 3, 1999   | Akita     | 2                     | 28 tháng 3 năm 2023  | Thành viên thế hệ 2 cuối cùng tốt nghiệp                       |

## Danh sách đĩa nhạc

### Đĩa đơn
| #  | Năm  | Tên                                                              | Vị trí trên bảng xếp hạng              | Vị trí trên bảng xếp hạng | Tổng doanh số                                | Chứng nhận(RIAJ)                                      |  |
| #  | Năm  | Tên                                                              | Bảng xếp hạng Oricon đĩa đơn hàng tuần | Billboard Japan Hot 100   | Tổng doanh số                                | Chứng nhận(RIAJ)                                      |  |
| -- | ---- | ---------------------------------------------------------------- | -------------------------------------- | ------------------------- | -------------------------------------------- | ----------------------------------------------------- |  |
| 1  | 2012 | "Guruguru Curtain" (ぐるぐるカーテン)                            | 2                                      | 3                         | - JPN: 214,373 (phy.)                        | - RIAJ: Platinum (phy.)                               |  |
| 2  | 2012 | "Oide Shampoo" (おいでシャンプー)                                | 1                                      | 2                         | - JPN: 225,383 (phy.)                        | - RIAJ: Platinum (phy.)                               |  |
| 3  | 2012 | "Hashire! Bicycle" (走れ! Bicycle)                               | 1                                      | 1                         | - JPN: 245,069 (phy.)                        | - RIAJ: Platinum (phy.)                               |  |
| 4  | 2012 | "Seifuku no Mannequin" (制服のマネキン)                          | 1                                      | 1                         | - JPN: 313,532 (phy.)                        | - RIAJ: - Platinum (phy.) - Gold (dig.)               |  |
| 5  | 2013 | "Kimi no Na wa Kibō" (君の名は希望)                              | 1                                      | 3                         | - JPN: 319,601 (phy.)                        | - RIAJ: - Platinum (phy.) - Gold (dig.)               |  |
| 6  | 2013 | "Girl's Rule" (ガールズルール)                                   | 1                                      | 1                         | - JPN: 459,512 (phy.)                        | - RIAJ: - 2× Platinum (phy.) - Gold (dig.)            |  |
| 7  | 2013 | "Barrette" (バレッタ)                                            | 1                                      | 1                         | - JPN: 516,654 (phy.)                        | - RIAJ: 2× Platinum (phy.)                            |  |
| 8  | 2014 | "Kizuitara Kataomoi" (気づいたら片想い)                          | 1                                      | 1                         | - JPN: 546,832 (phy.)                        | - RIAJ: - 2× Platinum (phy.) - Gold (dig.)            |  |
| 9  | 2014 | "Natsu no Free & Easy" (夏のFree＆Easy)                          | 1                                      | 1                         | - JPN: 526,564 (phy.)                        | - RIAJ: 2× Platinum (phy.)                            |  |
| 10 | 2014 | Nandome no Aozora Ka? (何度目の青空か??)                         | 1                                      | 1                         | - JPN: 619,803 (phy.)                        | - RIAJ: - 3× Platinum (phy.) - Gold (dig.)            |  |
| 11 | 2015 | "Inochi wa Utsukushii" (命は美しい)                              | 1                                      | 1                         | - JPN: 622,248 (phy.)                        | - RIAJ: 3× Platinum (phy.)                            |  |
| 12 | 2015 | "Taiyou nokku" (太陽ノック)                                      | 1                                      | 1                         | - JPN: 680,132 (phy.)                        | - RIAJ: 3× Platinum (phy.)                            |  |
| 13 | 2015 | "Ima, Hanashitai Dareka ga Iru" (今、話したい誰かがいる)         | 1                                      | 1                         | - JPN: 741,243 (phy.)                        | - RIAJ: 3× Platinum (phy.)                            |  |
| 14 | 2016 | Harujion ga Sakukoro (ハルジオンが咲く頃?)                       | 1                                      | 1                         | - JPN: 834,797 (phy.)                        | - RIAJ: 3× Platinum (phy.)                            |  |
| 15 | 2016 | Hadashi de Summer (裸足でSummer?)                                | 1                                      | 1                         | - JPN: 866,648 (phy.)                        | - RIAJ: - Million (phy.) - Gold (dig.)                |  |
| 16 | 2016 | Sayonara no Imi (サヨナラの意味?)                                | 1                                      | 1                         | - JPN: 983,257 (phy.)                        | - RIAJ: - Million (phy.) - Gold (dig.) - Silver (st.) |  |
| 17 | 2017 | "Influencer" (インフルエンサー)                                  | 1                                      | 1                         | - JPN: 1,049,692 (phy.)                      | - RIAJ: - Million (phy.) - Gold (dig.) - Silver (st.) |  |
| 18 | 2017 | "Nigemizu" (逃げ水)                                              | 1                                      | 1                         | - JPN: 1,066,674 (phy.)                      | - RIAJ: Million (phy.)                                |  |
| 19 | 2017 | "Itsuka Dekiru kara Kyō Dekiru" (いつかできるから今日できる)     | 1                                      | 1                         | - JPN: 1,106,920 (phy.)                      | - RIAJ: Million (phy.)                                |  |
| 20 | 2018 | "Synchronicity" (シンクロニシティ)                               | 1                                      | 1                         | - JPN: 1,316,229 (phy.) - JPN: 47,365 (dig.) | - RIAJ: - Million (phy.) - Gold (dig.) - Silver (st.) |  |
| 21 | 2018 | "Jikochū de Ikō!" (ジコチューで行こう!)                          | 1                                      | 1                         | - JPN: 1,329,384 (phy.) - JPN: 25,326 (dig.) | - RIAJ: Million (phy.)                                |  |
| 22 | 2018 | "Kaerimichi wa Tōmawari Shitaku Naru" (帰り道は遠回りしたくなる) | 1                                      | 1                         | - JPN: 1,368,732 (phy.) - JPN: 43,707 (dig.) | - RIAJ: - Million (phy.) - Gold (dig.) - Silver (st.) |  |
| 23 | 2019 | "Sing Out!"                                                      | 1                                      | 1                         | - JPN: 1,200,182 (phy.) - JPN: 19,121 (dig.) | - RIAJ: Million (phy.)                                |  |
| 24 | 2019 | "Yoake Made Tsuyogaranakutemoii" (夜明けまで強がらなくてもいい)  | 1                                      | 1                         | - JPN: 1,142,807 (phy.) - JPN: 20,296 (dig.) | - RIAJ: Million (phy.)                                |  |
| 25 | 2020 | "Shiawase no Hogoshoku" (しあわせの保護色)                       | 1                                      | 1                         | - JPN: 1,115,150 (phy.) - JPN: 16,148 (dig.) | - RIAJ: Million (phy.)                                |  |
| —  |      | "Sekaijū no Rinjin yo" (世界中の隣人よ)                          | —                                      | 23                        | - JPN: 20,471 (dig.)                         |                                                       |  |
| —  |      | "Route 246"                                                      | —                                      | 10                        | - JPN: 64,459 (dig.)                         | - RIAJ: Gold (dig.)                                   |  |
| 26 | 2021 | "Boku wa Boku o Suki ni Naru" (僕は僕を好きになる)               | 1                                      | 1                         | - JPN: 712,168 (phy.) - JPN: 7,068 (dig.)    | - RIAJ: 3× Platinum (phy.)                            |  |
| 27 | 2021 | "Gomen ne Fingers Crossed" (ごめんねFingers crossed)             | 1                                      | 1                         | - JPN: 623,878 (phy.) - JPN: 9,072 (dig.)    |                                                       |  |
| 28 | 2021 | Kimi ni Shikarareta                                              |                                        | 1                         | - JPN: 5,625 (dig.)                          |                                                       |  |
| 29 | 2022 | Actually...                                                      | 1                                      | 1                         | - JPN: 587,172 (phy.) - JPN: 3,142 (dig.)    | - RIAJ: 3× Platinum (phy.)                            |  |
| 30 | 2022 | "Suki to Iu no wa Rock da ze! " (好きというのはロックだぜ！)     | 1                                      | 2                         | - JPN: 678,197 (phy.) - JPN: 6,863 (dig.)    | - RIAJ: 3× Platinum (phy.)                            |  |
| 31 | 2022 | "Koko ni wa Nai Mono" (ここにはないもの)                         | 1                                      | 2                         | - JPN: 767,272 (phy.) - JPN: 7,623 (dig.)    | - RIAJ: Million (phy.)                                |  |
| 32 | 2023 | "Hito wa Yume o Nido Miru " (人は夢を二度見る)                   | 1                                      | 2                         | - JPN: 569,987 (phy.) - JPN: 6,742 (dig.)    | - RIAJ: 3× Platinum (phy.)                            |  |

### Album
- Tōmei na Iro (2015)
- Sorezore no Isu (2016)
- Umarete Kara Hajimete Mita Yume (2017)
- Ima ga Omoide ni Naru made (2019)

### Đĩa đơn từ thiện
- Sekaijuu no Rinjin yo (世界中の隣人よ?) (2020)

### Video âm nhạc đã xuất hiện
| Năm  | Tên | Vị trí trên bảng xếp hạng | Album              |
| Năm  | Tên | JPNHot                    | Album              |
| ---- | --- | ------------------------- | ------------------ |
| 2012 | "Twin Tail wa Mō Shinai" (ツインテールはもうしない) (với Mayu Watanabe (Mayuzaka46))                     | —                         | "Otona Jellybeans" |
| 2014 | "Kaze no Rasen" (風の螺旋) (với Haruna Kojima (Kojizaka46))                                              | —                         | "Kibōteki Refrain" |
| 2016 | "Mazariau Mono" (混ざり合うもの) (với AKB48 (NogizakaAKB))                                               | —                         | "Kimi wa Melody"   |
| 2017 | "Dare no Koto o Ichiban Aishiteru?" (誰のことを一番 愛してる?) (với AKB48 & Keyakizaka46 (SakamichiAKB)) | 37                        | "Shoot Sign"       |
| 2018 | "Kokkyo no Nai Jidai" (国境のない時代) (với AKB48 & Keyakizaka46 (SakamichiAKB))                         | —                         | "Jabaja"           |
| 2019 | "Hatsukoi Door" (初恋ドア) (với AKB48, Keyakizaka46 & Hinatazaka46 (SakamichiAKB))                       | —                         | "Jiwaru Days"      |
| 2019 | "Hitsuzensei" (必然性) (với AKB48, Keyakizaka46 & Iz*One (IZ4648))                                       | —                         | "Jiwaru Days"      |

## Danh sách sự kiện

### Nhạc kịch
| Năm  | Tên | Thời gian         | Địa điểm                                                                 | Chú thích                                                                  |
| 2012 | 16nin no Principal 「16人のプリンシパル」                                                                                 | 1-9/9             | Shibuya PARCO Theater, Tokyo                                             |                                                                            |
| 2013 | 16nin no Principal deux 「16人のプリンシパル deux」                                                                       | 3/3-12/5 31/5-2/6 | Shibuya PARCO Theater, Tokyo Umeda Arts Theater, Osaka                   |                                                                            |
| 2014 | 16nin no Principal trois 「16人のプリンシパル trois」                                                                     | 30/5-15/6         | Akasaka ACT Theater                                                      |                                                                            |
| 2015 | Joshiraku 「じょしらく」                                                                                                  | 18-28/6           | AiiA 25 Theater Tokyo                                                    |                                                                            |
| 2015 | Subete no Inu wa Tengoku e Iku 「すべての犬は天国へ行く」                                                                 | 1-12/10           | AiiA 25 Theater Tokyo                                                    |                                                                            |
| 2016 | Joshiraku Ni ~Toki Kakesoba~「じょしらく弐 ～時かけそば～」                                                               | 12-22/5           | AiiA 25 Theater Tokyo                                                    |                                                                            |
| 2016 | Hakaba Joshikousei「墓場、女子高生」                                                                                      | 14-22/10          | Tokyo Dome Theater G-Rosso                                               |                                                                            |
| 2017 | 3nin no Principal 「3人のプリンシパル」                                                                                   | 2-12/2            | AiiA 25 Theater Tokyo                                                    |                                                                            |
| 2017 | Asahinagu 「あさひなぐ」                                                                                                  | 20/5-11/6         | EX Theater Roppongi Morinomiya Piloti Hall Aichi Prefectural Art Theater |                                                                            |
| 2017 | Migoroshi Hime (見殺し姫)                                                                                                 | 6-15/10           | AiiA 25 Theater Tokyo                                                    |                                                                            |
| 2018 | Hoshi no Ojou-sama (星の王女さま)                                                                                         | 6-15/4 26-28/4    | Tennzou Ginga Theater Kasugai City Hall                                  |                                                                            |
| 2018 | Nogizaka46 Version "Pretty Guardian Sailor Moon" Musical (乃木坂46版 ミュージカル「美少女戦士セーラームーン」)            | 8-24/6 21-30/9    | Tennzou Ginga Theater TBS Akasaka ACT Theater                            | Dựa theo bộ truyện tranh Thủy Thủ Mặt Trăng                                |
| 2018 | Zambi (ザンビ) | 16-25/11          | Tokyo Dome City Hall                                                     | Đây là lần hợp tác đầu tiên giữa Nogizaka46, Keyakizaka46 và Hinatazaka46/ |
| 2019 | Zambi - Theater's End | 7-17/2            | Galaxy Theater Tokyo/                                                    | Đây là lần hợp tác đầu tiên giữa Nogizaka46, Keyakizaka46 và Hinatazaka46/ |
| 2019 | Nogizaka46 Version "Pretty Guardian Sailor Moon" Musical 2019 「乃木坂46版 ミュージカル「美少女戦士セーラームーン」2019」 | 10-14/10 22-24/11 | Tokyo Dome City Hall Thượng Hải, Trung Quốc                              | Dựa theo bộ truyện tranh Thủy Thủ Mặt Trăng                                |

### Các chuyến lưu diễn & concert
| Tên | Thời gian           | Địa điểm                                              | Chú thích |
| Nogizaka46 Mini-Lives | 12/9/2012-25/3/2014 | Khắp Nhật Bản                                         | Tour diễn toàn quốc đầu tiên |
| Nogizaka46 First Tour (乃木坂46 First Tour ～がんばれ！今野～) | 13-14/8/2012        | Namba, Osaka và Nagoya                                | |
| Nogizaka46 Zepp Live in Tokyo (乃木坂46 Zepp Live in Tokyo) | 27/12/2012          | Makuhari Messe                                        | |
| Nogizaka46 1st YEAR BIRTHDAY LIVE (乃木坂46デビュー1周年記念ライブ)                                                                                               | 22/2/2013           | Makuhari Messe                                        | Show diễn cũng được tính là kỷ niệm sinh nhật 1 năm của nhóm, trước đó nhóm tổ chức show trên vào 21/8/2012 |
| Nogizaka46 Summer National Tour (真夏の全国ツアー2013) | 19/8-6/10/2013      | Khắp Nhật Bản                                         | Tour diễn toàn quốc thứ 2 |
| Nogizaka46 Merry X'Mas Show 2013 at Nippon Budokan (乃木坂46 Merry X'Mas Show 2013)                                                                               | 21/12/2013          | Nippon Budokan                                        | Buổi concert chào Giáng sinh |
| Nogizaka46 2nd YEAR BIRTHDAY LIVE (乃木坂46 2ND YEAR BIRTHDAY LIVE)                                                                                               | 22/2/2014           | Yokohama Arena                                        | Show diễn kỷ niệm 2 năm ra mắt nhóm |
| Nogizaka46 Merry X-Mas Show 2014 (乃木坂46 Merry X'Mas Show 2014)                                                                                                 | 13-14/12/2014       | Ariake Coliseum                                       | Buổi concert chào Giáng sinh |
| Nogizaka46 3rd YEAR BIRTHDAY LIVE (乃木坂46 3rd YEAR BIRTHDAY LIVE)                                                                                               | 22/2/2015           | Seibu Dome                                            | Show diễn kỷ niệm 3 năm ra mắt nhóm |
| Nogizaka46 Under Live at Budokan (乃木坂46 アンダーライブ at 日本武道館)                                                                                          | 17-18/12/2015       | Nippon Budoukan                                       | Buổi concert cho Undergirls của single Ima, Hanashitai Dareka ga Iru |
| Nogizaka46 Merry X'mas Show 2015 (乃木坂46 Merry X'Mas Show 2015)                                                                                                 | 20-21/12/2015       | Nippon Budoukan                                       | Buổi concert chào Giáng sinh |
| Nogizaka46 Under-live National Tour @Nagoya International Conference Center Century Hall (乃木坂46 アンダーライブ全国ツアー＠名古屋国際会議場 センチュリーホール) | 19-20/3/2016        | Nagoya International Conference Center Century Hall   | |
| Under-live national tour 2016 ~Tohoku series~ (アンダーライブ全国ツアー2016 ～東北シリーズ～)                                                                     | 19-24/4/2016        |                                                       | |
| Nogizaka46 Midsummer National Tour 2016 (乃木坂46 真夏の全国ツアー2016)                                                                                           | 15/5-7/8/2016       | Khắp Nhật Bản                                         | |
| Nogizaka46 4th YEAR BIRTHDAY LIVE (乃木坂46 4th YEAR BIRTHDAY LIVE)                                                                                               | 29-31/8/2016        | Meiji Jingu Stadium                                   | Show diễn kỷ niệm 4 năm ra mắt nhóm |
| Nogizaka46 Merry Xmas Show 2016 (乃木坂46 Merry Xmas Show 2016)                                                                                                   | 6-9/12/2016         | Nippon Budoukan                                       | Buổi concert chào Giáng sinh |
| Nogizaka46 SPECIAL LIVE 2017 at UNIVERSAL STUDIOS JAPAN (乃木坂46 SPECIAL LIVE 2017 at UNIVERSAL STUDIOS JAPAN)                                                   | 8-9/1/2017          | Universal Studios Japan                               | |
| Nogizaka46 5th YEAR BIRTHDAY LIVE (乃木坂46 5th YEAR BIRTHDAY LIVE)                                                                                               | 20-22/2/2017        | Saitama Super Arena                                   | Ngày đầu tiên cũng là buổi biểu diễn tốt nghiệp của Hashimoto Nanami. |
| Nogizaka46 Under Live National Tour 2017 ~ Kanto Series ~ Tokyo Performance (乃木坂46 アンダーライブ全国ツアー2017 ～関東シリーズ 東京公演～)                     | 20-22/4/2017        | Sân vận động Quốc gia Yoyogi                          | Buổi concert cho Undergirls của single Influencer |
| Nogizaka46 3rd Generation Solo Live @ AiiA 2.5 Theater Tokyo (三期生単独ライブ@AiiA 2.5 Theater Tokyo)                                                            | 9-14/5/2017         | AiiA 2.5 Theater Tokyo                                | Buổi concert cho thế hệ thứ 3 |
| Nogizaka46 Summer National Tour 2017 (乃木坂46 真夏の全国ツアー2017)                                                                                              | 1/7-9/10/2017       | Khắp Nhật Bản                                         | Tour diễn toàn quốc |
| Nogizaka46 Under Live National Tour 2017 ~ Kyushu Series ~ (乃木坂46アンダーライブ全国ツアー2017 ～九州シリーズ～)                                                | 14-20/10/2017       |                                                       | |
| Nogizaka46 Summer National Tour 2017 Final! @ Tokyo Dome (乃木坂46真夏の全国ツアー2017 FINAL!＠東京ドーム)                                                        | 7-8/11/2017         | Tokyo Dome                                            | |
| Nogizaka46 Under Live National Tour 2017 ~ Kinki Shikoku Series ~ (乃木坂46 アンダーライブ全国ツアー2017 ～近畿・四国シリーズ～)                                  | 13-17/12/2017       |                                                       | |
| Ikoma Rina Graduation Concert @ Nippon Budokan (生駒里奈 卒業コンサート ＠日本武道館)                                                                             | 22/4/2018           | Nippon Budoukan                                       | Buổi biểu diễn tốt nghiệp của Ikoma Rina |
| Nogizaka46 Under Live National Tour 2018 ~ Chubu Series ~ (乃木坂46 アンダーライブ全国ツアー2018〜中部シリーズ〜)                                                 | 15-20/5/2018        | Khắp Nhật Bản                                         | Ito Karin, Ito Junna, Iwamoto Renka, Kawago Hina, Saito Chiharu, Saito Yuuri, Sakaguchi Tamami, Sagara Iori, Sasaki Kotoko, Sato Kaede, Suzuki Ayane, Nakamura Reno, Mukai Hazuki, Yamazaki Rena, Yoshida Ayano Christie, Wada Maaya tham gia |
| Nogizaka46 6th YEAR BIRTHDAY LIVE (乃木坂46 6th YEAR BIRTHDAY LIVE)                                                                                               | 6-8/7/2018          | Sân vận động Meiji Jingu Chichibunomiya Rugby Stadium | Show diễn kỷ niệm 6 năm ra mắt nhóm |
| Nogizaka46 Summer National Tour 2018 (乃木坂46真夏の全国ツアー2018)                                                                                               | 21/7-2/9/2018       | Khắp Nhật Bản                                         | Tour diễn toàn quốc |
| Nogizaka46 Under Live National Tour 2018 ~ Hokkaido Series ~ (乃木坂46 アンダーライブ全国ツアー2018 ～北海道シリーズ～)                                           | 2-5/10/2018         | Zepp Sapporo                                          | |
| Nogizaka46 Live in Shanghai 2018 | 1/12/2018           | Mercedes-Benz Arena, Thượng Hải, Trung Quốc           | Concert độc lập đầu tiên ở nước ngoài |
| Nogizaka46 Under Live National Tour 2018 ~ Kanto Series ~ (乃木坂46 アンダーライブ全国ツアー2018 ～関東シリーズ～)                                                | 19-20/12/2018       | Musashino Forest Sport Plaza                          | |
| Nogizaka46 Live in Taipei 2019 | 27/1/2019           | Đài Loan                                              | Concert độc lập ở nước ngoài |
| Nogizaka46 7th YEAR BIRTHDAY LIVE (乃木坂46 7th YEAR BIRTHDAY LIVE)                                                                                               | 21-24/2/2019        | Kyocera Dome                                          | Show diễn kỷ niệm 7 năm ra mắt nhóm, ngày cuối cùng là buổi biểu diễn tốt nghiệp của Nishino Nanase |
| Nogizaka46 23rd Single "Sing Out!" Release Commemorative Live (乃木坂46 23rdシングル「Sing Out！」発売記念ライブ)                                                 | 24-26/5/2019        | Yokohama Arena                                        | Quảng bá single thứ 23 "Sing Out!" |
| Nogizaka46 Summer National Tour 2019 (乃木坂46真夏の全国ツアー2019)                                                                                               | 3/7-1/9/2019        | Khắp Nhật Bản                                         | Tour diễn toàn quốc |
| Nogizaka46 Under Live 2019 at Makuhari Messe (乃木坂46 アンダーライブ2019 at 幕張メッセ)                                                                          | 10-11/10/2019       | Makuhari Messe                                        | |
| Nogizaka46 Live in Shanghai 2019 | 25-26/10/2019       | Mercedes-Benz Arena, Thượng Hải, Trung Quốc           | |
| Nogizaka46 3rd & 4th Generation Live @ Yoyogi National Gymnasium (乃木坂46 3・4期生ライブ@国立代々木第一体育館)                                                   | 26-27/11/2019       | Sân vận động Quốc gia Yoyogi                          | |
| Nogizaka46 Live in Taipei 2020 | 19/1/2020           | Đài Loan                                              | |
| Nogizaka46 8th YEAR BIRTHDAY LIVE (乃木坂46 8th YEAR BIRTHDAY LIVE)                                                                                               | 21-24/2/2020        | Nagoya Dome                                           | Show diễn kỷ niệm 8 năm ra mắt nhóm |
| Shiraishi Mai Graduation Concert ~Always Beside You~ | 28/10/2020          | Tổ chức trực tuyến do đại dịch COVID-19               | Buổi biểu diễn tốt nghiệp của Shiraishi Mai |
| Nogizaka46 4th Generation Live 2020 (乃木坂46 4期生ライブ2020) | 6/12/2020           | Tổ chức trực tuyến do đại dịch COVID-19               | Concert cho Thế hệ thứ 4 |
| Nogizaka46 Under Live 2020 (乃木坂46 アンダーライブ 2020) | 18-20/12/2020       | Nippon Budokan                                        | |
| Nogizaka46 9th YEAR BIRTHDAY LIVE (乃木坂46 9th YEAR BIRTHDAY LIVE)                                                                                               | 23/2/2021           | Tổ chức trực tuyến do đại dịch COVID-19               | Show diễn kỷ niệm 9 năm ra mắt nhóm |
| Sa~ Yu~ Ready? Sayuringo Gundan Live／Matsumura Sayuri Graduation Concert (さ〜ゆ〜Ready？ さゆりんご軍団ライブ／松村沙友理 卒業コンサート)                       | 22-23/6/2021        | Yokohama Arena                                        | Buổi biểu diễn tốt nghiệp của Matsumura Sayuri |
| Nogizaka46 10th YEAR BIRTHDAY LIVE (乃木坂46 10th YEAR BIRTHDAY LIVE)                                                                                             | 21/8/2021           | Fukuoka Convention Center                             | Show diễn kỷ niệm 10 năm ra mắt nhóm |

## Nhóm nhỏ

### Nhóm chính
- Cinq Étoiles (サンクエトワール)
- Nogidan (乃木團)
- Sayuringo Army Corps (さゆりんご軍団)
- Girls' School Quartet (女子校カルテット)
- Karaage Sisters (からあげ姉妹)

### Các nhóm nhỏ cho đĩa đơn
- Senbatsu
- Undergirls
- Mayuzaka46
- Kojizaka46
- Nogizaka AKB (乃木坂AKB)
- Manatsu Respect Corps (真夏さんリスペクト軍団)
- Sakamichi AKB (坂道AKB)
- Wakasama Corps (若様軍団)
- Imoutozaka (いもうと坂)
- Anegozaka (姉御坂)
- Nasuka (ナスカ)
- Kasumisou (かすみ草)
- Donworii (藤桜梨)

## Danh sách phim & chương trình truyền hình

### Phim
| Năm  | Tên | Ngày phát hành |
| 2015 | DOCUMENTARY of Nogizaka46                                                                                 |                |
| 2015 | Kanashimi no Wasurekata: Documentary of Nogizaka46                                                        | 10/7           |
| 2017 | Asahinagu                                                                                                 | 22/9           |
| 2019 | Itsu no Manika, Koko ni Iru: Documentary of Nogizaka46 (いつのまにか、ここにいる Documentary of 乃木坂46) | 5/7            |
| 2020 | Eizouken ni wa Te o Dasu na! (映像研には手を出すな！)                                                     | 15/5           |

### Chương trình truyền hình
| Năm  | Tên                                                        | Chú thích                   |
| 2011 | Nogizakatte, Doko? (乃木坂って、どこ?)                     | Đã kết thúc                 |
| 2012 | Nogizaka Romance (乃木坂浪漫)                              | Đã kết thúc                 |
| 2013 | NOGIBINGO!                                                 | 10 mùa                      |
| 2015 | Nogizaka Kojichuu (乃木坂工事中)                           | nối tiếp Nogizakatte, Doko? |
| 2015 | Nogizaka46 Eigo (乃木坂46えいご)                           |                             |
| 2015 | 初森ベマーズ (Hatsumori Bemars)                            |                             |
| 2017 | Nogizaka46 no Gakutabi! (乃木坂46のがくたび！)             |                             |
| 2019 | Nogizaka doko e (乃木坂どこへ)                             | dành cho thế hệ thứ 4       |
| 2019 | Nogizaka46's Dream Baito! (乃木坂46のザ・ドリームバイト！) |                             |
| 2020 | Zambi (ザンビ)                                             |                             |
| 2020 | Sam no Koto (サムのこと)                                   |                             |
| 2020 | Saru ni Au (猿に会う)                                      |                             |
| 2021 | Nogizaka Star Tanjo! (乃木坂スター誕生！)                  |                             |

### Sách ảnh
- Nogizaka Ha (乃木坂派) (2013)
- 1jikan Okure no I love you (1時間遅れのI love you) (2016)
- Nogi Shooting "Nogi Satsu" VOL.01 (乃木撮〈のぎさつ〉 VOL.01) (2018)
- Nogi Shooting "Nogi Satsu" VOL.02 (乃木撮〈のぎさつ〉 VOL.02) (2019)

### Chương trình Online
- Nogizakatte, Koko! (Under Members)
- Nogiken♡ (乃木けん♡) (Thực tập sinh)
- Nogizakatte, Koko! (Under Members)
- Nama no Idol ga Suki (生のアイドルが好き) (Nakada Kana, Matsumura Sayuri)
- Nogiten (のぎ天) (Under Members)
- Nogizaka Golf Club
- Nogiken♡ (乃木けん♡) (Thực tập sinh)
- NogiObi (のぎおび) (2018 -)
- Nogizaka Sekai Tabi: Konno-san, Hottoite Yo! (乃木坂世界旅　今野さんほっといてよ) (2019 -)
- Nogizaka46 Yamazaki Rena to Ohatsu-chan (乃木坂46　山崎怜奈とおはつちゃん) (2020 -)

### Chương trình radio
- Nogizaka46's "no" (乃木坂４６の「の」) (2013 -)
- Nogizaka46's All Night Nippon (乃木坂46のオールナイトニッポン) (2019 -)

## Giải thưởng và đề cử
| Năm  | Giải thưởng              | Hạng mục               | Đề cử                        | Kết quả   |
| 2013 | Japan Gold Disc Awards   | New Artist of the Year | Nogizaka46                   | Đoạt giải |
| 2015 | Japan Gold Disc Awards   | Best 5 singles         | "Nandome no Aozora ka?"      | Đoạt giải |
| 2016 | Japan Gold Disc Awards   | Best 5 singles         | "Taiyō Nokku"                | Đoạt giải |
| 2017 | 59th Japan Record Awards | Grand Prix             | "Influencer"                 | Đoạt giải |
| 2017 | 50th Japan Cable Awards  | Excellent Music Award  | "Influencer"                 | Đoạt giải |
| 2017 | Japan Gold Disc Awards   | Best 5 singles         | "Sayonara no Imi"            | Đoạt giải |
| 2018 | 60th Japan Record Awards | Grand Prix             | "Synchronicity"              | Đoạt giải |
| 2018 | Japan Gold Disc Awards   | Best 5 singles         | "Nigemizu"                   | Đoạt giải |
| 2019 | Japan Gold Disc Awards   | Best 5 singles         | "Synchronicity"              | Đoạt giải |
| 2019 | Japan Gold Disc Awards   | Best 5 singles         | "Jikochū de Ikō!"            | Đoạt giải |
| 2019 | 61st Japan Record Awards | Excellent work award   | "Sing Out!"                  | Đoạt giải |
| 2021 | Japan Gold Disc Awards   | Best 5 Singles         | "Shiawase no Hogoshoku"      | Đoạt giải |
| 2022 | Japan Gold Disc Awards   | Best 5 Albums          | Time Flies                   | Đoạt giải |
| 2022 | Japan Gold Disc Awards   | Best 5 Singles         | Gomen ne Fingers crossed     | Đoạt giải |
| 2022 | Japan Gold Disc Awards   | Best 5 Singles         | Boku wa Boku wo Suki ni Naru | Đoạt giải |
| 2023 | Japan Gold Disc Awards   | Best 5 Singles         | Koko ni wa naimono           | Đoạt giải |
| 2023 | Japan Gold Disc Awards   | Best 5 Singles         | Suki to iu no wa Rock daze!  | Đoạt giải |

## Nhóm nhạc chị em đồng hành
- Sakurazaka46
- Hinatazaka46
- Yoshimotozaka46